# Copa Rio Sul de Futsal
A Copa Rio Sul de Futsal, anteriormente conhecida por Copa TV Rio Sul de Futsal, é uma competição de futsal promovida pela TV Rio Sul (afiliada da Rede Globo no Sul e na Costa Verde do Rio de Janeiro), sendo o maior torneio desta modalidade esportiva no interior do estado do Rio de Janeiro. A competição compõe o calendário oficial da Federação de Futebol de Salão do Rio de Janeiro.
O torneio foi idealizado por Arnaldo Cezar Coelho, que é o superintendente da TV Rio Sul, e já revelou craques como o lateral esquerdo Gilberto, que jogou a Copa de 2010 pela Seleção Brasileira, e Bruno Assis. O apresentador e jornalista Diego Gavazzi é responsável pela narração das finais do torneio.

## Edições
| Edição | Ano  | Campeão          | Ref.  |
| ------ | ---- | ---------------- | ----- |
| I      | 1993 | Barra do Piraí   | [ 1 ] |
| II     | 1994 | Volta Redonda    | [ 1 ] |
| III    | 1995 | Barra do Piraí   | [ 1 ] |
| IV     | 1996 | Areal            | [ 1 ] |
| V      | 1997 | Barra Mansa      | [ 1 ] |
| VI     | 1998 | Barra Mansa      | [ 1 ] |
| VII    | 1999 | Barra Mansa      | [ 1 ] |
| VIII   | 2000 | Barra Mansa      | [ 1 ] |
| IX     | 2001 | Barra Mansa      | [ 1 ] |
| X      | 2002 | Barra Mansa      | [ 1 ] |
| XI     | 2003 | Barra Mansa      | [ 1 ] |
| XII    | 2004 | Barra Mansa      | [ 1 ] |
| XIII   | 2005 | Volta Redonda    | [ 1 ] |
| XIV    | 2006 | Barra Mansa      | [ 1 ] |
| XV     | 2007 | Barra Mansa      | [ 1 ] |
| XVI    | 2008 | Vassouras        | [ 1 ] |
| XVII   | 2009 | Vassouras        | [ 1 ] |
| XVIII  | 2010 | Vassouras        | [ 1 ] |
| XIX    | 2011 | Vassouras        | [ 1 ] |
| XX     | 2012 | Valença          | [ 1 ] |
| XXI    | 2013 | Piraí            | [ 1 ] |
| XXII   | 2014 | Mendes           | [ 5 ] |
| XXIII  | 2015 | Três Rios        |       |
| XXIV   | 2016 | Mendes           |       |
| XXV    | 2017 | Barra Mansa      |       |
| XXVI   | 2018 | Paulo de Frontin |       |
| XXVI   | 2019 | Piraí            | [ 6 ] |
| XXVII  | 2022 | Três Rios        |       |
| XXVIII | 2023 | Mendes           |       |

| Equipe           | Títulos                                                               |
| ---------------- | --------------------------------------------------------------------- |
| Barra Mansa      | 11 (1997, 1998, 1999, 2000, 2001, 2002, 2003, 2004, 2006, 2007, 2017) |
| Vassouras        | 4 (2008, 2009, 2010, 2011)                                            |
| Volta Redonda    | 2 (1994, 2005)                                                        |
| Barra do Piraí   | 2 (1993, 1995)                                                        |
| Mendes           | 3 (2014, 2016, 2023)                                                  |
| Areal            | 1 (1996)                                                              |
| Valença          | 1 (2012)                                                              |
| Piraí            | 2 (2013, 2019))                                                       |
| Três Rios        | 2 (2015, 2022)))                                                      |
| Paulo de Frontin | 1 (2018)                                                              |